# Portal de Santa Magdalena
Portal de Santa Magdalena és una obra de Berga protegida com a Bé Cultural d'Interès Local.

## Descripció
Portal situat a l'encreuament del carrer Santa Magdalena i la Plaça de Santa Magdalena. Era el portal que donava entrada a la ciutat pel sector nord-oriental, i és l'únic que es conserva.
Es tracta d'una construcció en pedra, de planta quadrangular. Les obertures que conformen el portal són diferents entre elles: un és en arc de mig punt, fet amb grans dovelles i una espitllera central, i l'altre és un arc rebaixat. De factura moderna és la part superior del portal habilitada com a vivenda on s'obriren obertures que desfiguraren el seu aspecte original.

## Història
La primera edificació del portal és possible que tingués lloc a l'entorn de 1376, quan la vila de Berga es va veure afectada per la política de fortificacions endegada per Pere III. El seu nom, com el de la plaça on és situat, prové del convent de Santa Magdalena, que hi hagué en aquest indret des d'època baixmedieval i que fou enderrocat el 1708, a efectes militars, malgrat l'oposició del clergat i de molts berguedans